# Єрасх (станція)
Ця стаття про станцію Єрасх. Стаття про село — Єрасх.
Єра́сх (вірм. Երասխ) — кінцева залізнична станція в однойменному селі. Станція є останньою станцією Вірменської залізниці на ділянці Масіс — Джульфа. Далі поїзди не прямують у зв'язку з блокадою Вірменії з боку Азербайджану.
Станом на 1 січня 2010 р., приміське пасажирське сполучення представлене електропоїздом №6512 Єрасх — Єреван відправленням о 6:30 та прибуттям о 8:21 та електропоїздом №6511 Єреван — Єрасх відправленням о 17:20 та прибуттям о 19:13. Відстань до Єревану становить 65 км, а вартість поїздки становить 500 драм. Пасажирські поїзди дального сполучення припинили своє курсування через станцію ще з початком Карабаського конфлікту.